# 가치대발견 보물찾기
가치대발견 보물찾기는 2006년 3월 19일부터 2006년 11월 19일까지 KBS에서 방영된 예능프로그램이다.

## 기획 의도
우리 주변의 특별한 물건이나 명물, 보물을 찾아 그 가격과 가치를 알아보고 그 속에 담긴 소중함을 재발견하는 프로그램이다.